# Neoathyreus tridentatus
Neoathyreus tridentatus är en skalbaggsart som beskrevs av Macleay 1819. Neoathyreus tridentatus ingår i släktet Neoathyreus och familjen Bolboceratidae. Inga underarter finns listade i Catalogue of Life.